# Shannonomyia (Shannonomyia) lentina
Shannonomyia (Shannonomyia) lentina is een tweevleugelige uit de familie steltmuggen (Limoniidae). De soort komt voor in het Neotropisch gebied.